# Liste antiker Philosophen
Durch Fettdruck hervorgehoben sind Philosophen, die am nachhaltigsten in der europäischen Philosophie fortwirken.

## Griechische Philosophen

### Namensliste

#### A
- Abrotelia (um 400 v. Chr.), Pythagoreerin
- Aelius Aristides (117 – 181 n. Chr.)
- Aesara (4. oder 3. Jahrhundert v. Chr.), Pythagoreerin
- Agallis von Kerkyra (3. oder 2. Jahrhundert v. Chr.)
- Aidesia (5. Jahrhundert n. Chr.), Neuplatonikerin
- Alkmaion (fl. um 500 v. Chr.), griechischer Naturphilosoph aus Kroton
- Ammonios Sakkas (um 175 – 242 n. Chr.)
- Ammonios Hermeiou (4./5. Jahrhundert)
- Anaxagoras (um 500 – 428 v. Chr.), griechischer Philosoph
- Anaximander (um 610 – 546 v. Chr.), vorsokratischer griechischer Philosoph
- Anaximenes (585 – 525 v. Chr.), vorsokratischer griechischer Naturphilosoph
- Antiochos von Askalon (140/25 – 68 v. Chr.)
- Antiphon aus Athen (480 – 411 v. Chr.), griechischer Philosoph, Sophist und Traumdeuter
- Antisthenes (444 – 371 v. Chr.), Sophist, Kyniker
- Archytas von Tarent (428 – 350 v. Chr.)
- Arete von Kyrene (um 400 – um 330 v. Chr.), Kyrenaikerin
- Arignote (um 500 v. Chr.), Pythagoreerin
- Aristippos von Kyrene (435 – 355 oder 366 v. Chr.)
- Aristoteles (384 – 322 v. Chr.), griechischer Philosoph
- Aristoxenos (um 350 v. Chr.), griechischer Philosoph aus Tarent
- Arkesilaos von Pitane (um 315 – 241/40 v. Chr.)
- Arria (2. Jahrhundert n. Chr.), Platonikerin
- Asklepigenia (bl. 430–485), Neuplatonikerin

#### B
- Bion von Borysthenes (um 335 – um 245 v. Chr.), Kyniker

#### C
- Chrysippos von Soli Stoiker (um 280 – 207 v. Chr.)

#### D
- Damaskios (um 460 – 540 n. Chr.)
- Damo (um 500 v. Chr.), Pythagoreerin
- Demetrios von Phaleron (um 345 – um 280 v. Chr.), Peripatetische Schule
- Demokrit (460 – 371 v. Chr.)
- Demonax (2. Jahrhundert n. Chr.), Kyniker
- Diogenes von Apollonia (um 499 v. Chr. – 428 v. Chr.), Vorsokratiker
- Diogenes von Babylon (um 240 – 150 v. Chr.), Stoiker
- Diogenes von Sinope (400 – 325 v. Chr.)

#### E
- Empedokles (um 492 – 432 v. Chr.)
- Epicharmos (um 540 – 460 v. Chr.), Vorsokratiker, Komödienschreiber
- Epiktet (um 50 n. Chr. – 120 n. Chr.)
- Epikuros von Samos (341 – 270 v. Chr.), Begründer des Epikureismus
- Eratosthenes von Kyrene (um 275 – um 195 v. Chr.)

#### G
- Gorgias von Leontinoi (um 480 – 380 v. Chr.), Sophist

#### H
- Heraklit (um 540 – um 480 v. Chr.), Vorsokratiker, erster Einsiedler Europas
- Hegesinus von Pergamon (um 160 v. Chr.)
- Herakleides Pontikos (um 390 – nach 322 v. Chr.), ein Schüler Platons
- Hermeias von Alexandria (um 410 n. Chr.)
- Hierokles (erste Hälfte des 5. Jahrhunderts), Neuplatoniker
- Hipparchia (fl. um 300 v. Chr.), Kynikerin
- Hippias von Elis (fl. um 420 v. Chr.)
- Hippon (5. Jahrhundert v. Chr.) griechischer Naturphilosoph, Vorsokratiker
- Hypatia (um 355 – 415 oder 416)

#### I
- Iamblichos von Chalkis (um 240/45 – um 320/25), Neuplatoniker
- Ion von Chios (490 – 421 v. Chr.), Dichter und Dramatiker

#### K
- Karneades von Kyrene (um 214 – 128 v. Chr.), Skeptiker
- Kelsos (fl. 150 – 200 n. Chr.), Platoniker
- Kerkidas (um 290 – 220 v. Chr.), Kyniker
- Kleanthes von Assos (331 – 232 v. Chr.), Stoiker
- Krates von Athen (271 – 268 v. Chr.), Haupt der Älteren Akademie
- Krates von Theben (365 – um 285 v. Chr.), Kyniker
- Kritias (um 460 – 403 v. Chr.), Sophist

#### L
- Lastheneia von Mantineia (4. Jahrhundert v. Chr.), Platonikerin
- Leontion (um 300 v. Chr.),  Epikureerin
- Leukippos (fl. um 440 v. Chr.)
- Lykophron (fl. um 350 v. Chr.)

#### M
- Melissa (Philosophin) (fl. 3. Jahrhundert v. Chr.), Pythagoreerin
- Melissos (um 440 v. Chr.)
- Menedemos (Kyniker) (4. Jahrhundert v. Chr.)
- Menedemos von Eretria (um 350 v. Chr. – um 278 v. Chr.), eretrische Schule
- Metrodoros von Chios (um 500 – 400 v. Chr.), atomistischer Vorsokratiker
- Monimos (4. Jahrhundert v. Chr.), Kyniker
- Myia (fl. um 500 v. Chr.), Pythagoreerin

#### O
- Onesikritos, Kyniker (4. Jahrhundert v. Chr.)
- Origenes  (3. Jahrhundert), Platoniker

#### P
- Panaitios (um 180 – 100 v. Chr.)
- Parmenides von Elea (um 515 – 445 v. Chr.)
- Philolaos (ca. 480 – 405 v. Chr.)
- Philo von Alexandria (15 v. Chr. – 50 n. Chr.)
- Philon von Larisa (1. Jahrhundert v. Chr.), Haupt der Neuen Akademie
- Platon (427 – 347 v. Chr.)
- Plotin (205 – 270 n. Chr.)
- Polemon von Athen (314 – 270 v. Chr.), Haupt der Älteren Akademie
- Porphyrios (233 – 304 n. Chr.), Biograph und Herausgeber Plotins
- Poseidonios von Apameia (135 – 51 v. Chr.)
- Prodikos (um 450 v. Chr.), Sophist
- Proklos (410 – 485 n. Chr.), Neuplatoniker
- Protagoras (490 – 410 v. Chr.), Sophist
- Ptolemäus griechisch Klaudios Ptolemaios (87 – 150 n. Chr.), griechischer Mathematiker, Geograf und Astronom
- Ptolemaios (Platoniker) (wohl 3. Jahrhundert)
- Pyrrhon von Elis (360 – 270 v. Chr.), Skeptiker
- Pythagoras von Samos (um 580 – 500 v. Chr.)

#### S
- Simplikios (6. Jahrhundert n. Chr.), bedeutender Neuplatoniker
- Sokrates (um 469 – 399 v. Chr.)
- Sosipatra (um 300 – nach 362), Neuplatonikern
- Speusippos (347 – 339 v. Chr.), Haupt der Älteren Akademie

#### T
- Thales von Milet (um 625 – 546 v. Chr.)
- Theano (um 500 v. Chr.), Pythagoreerin
- Theodoros (ca. 300 v. Chr.), Kyrenaiker
- Theophrast (371 – 287 v. Chr.)
- Thrasymachos (um 450 v. Chr.), Vorsokratiker, Sophist
- Timon von Phleius (um 320 – 230 v. Chr.), Skeptiker
- Timycha (4. Jahrhundert v. Chr.), Pythagoreerin

#### X
- Xenophanes von Kolophon (um 570 – 480 v. Chr.), Vorsokratiker
- Xenokrates (339 – 314 v. Chr.), Haupt der Älteren Akademie
- Xenophon (um 430/425 – um 354 v. Chr.) Schüler des Sokrates

#### Z
- Zenon von Elea (um 490 – 430 v. Chr.)
- Zenon von Kition (um 333 – 262 v. Chr.)
- Zenon von Sidon (um 150 – 70 v. Chr.)
- Zenon von Tarsos (vor 170 v. Chr.)

## Lateinische Philosophen
Die in lateinischer Sprache geschriebene Philosophie umfasst die lateinische Philosophie vom antiken Rom bis zum frühneuzeitlichen Europa.

### Antike
- Lucretius Carus
- Marcus Tullius Cicero
- Lucius Annaeus Seneca
- Gaius Musonius Rufus
- Marcus Aurelius
- Apuleius
- Tertullian

### Spätantike
- Augustinus von Hippo
- Boëthius

## Siehe insgesamt
- Liste bekannter Philosophen